# Joan IV de Montferrat
Joan IV de Montferrat, fou marquès de Montferrat del 1445 al 1464. Va assumir el títol succeint al seu pare. Galeotto Del Carretto, escriptor que probablement el va conèixer en persona, en va deixar alguns escrits en prosa i en vers que el descriuen físicament i també fan una breu crònica del seu govern. Deien que era amant de la bona vida però també generós amb els que l'envoltaven i que, a la seva cort instal·lada a Casale Monferrato, li agradava la companyia de poetes i persones cultes.

## Successió i govern del marquesat
Joan era fill del marquès Joan Jaume de Montferrat i de la seva esposa Joana de Savoia, el primer de quatre germans i dues germanes. Va néixer a prop de Casale Monferrato, al castell de Pontestura. Durant el desgraciat derrota del seu pare en la guerra contra Amadeu VIII de Savoia, fou retingut com a ostatge pel vencedor com a garantia del compliment de les condicions de pau. Es va realitzar mitjançant un engany, el desembre del 1434, fent veure que el convidaven a Torí amistosament. En aquestes condicions els Montferrat es declaraven vassalls dels Savoia i el territori del marquesat quedava molt reduït.
Quan va ser alliberat, a la mort del seu pare el 1445, va lluitar com a condottiero al servei de la República de Venècia en la guerra que va sorgir després de la mort sense successors de Felip Maria Visconti de Milà.
El 1451 Frederic III d'Habsburg el va convidar a la seva coronació com a emperador, invitació a la qual no va poder assistir; en compensació li va encarregar més tard que presidís el consell per jutjar la "controvèrsia teutònica", una causa que havia de decidir sobre l'herència d'un mercader alemany que havia mort uns anys abans de la creació de la colònia genovesa de Pera.
Va ser en aquesta època que els seus parents Paleòleg que tenien el títol d'emperador romà d'Orient, van perdre el tron; el 1453 els turcs otomans van conquerir Constantinoble, la capital de l'imperi.

## Matrimoni i descendència
Es va casar amb Margherita de Savoia, filla de Lluís de Savoia i d'Anna de Xipre, a Casale el desembre del 1458. La seva esposa va aportar un dot de 100.000 escuts més les ciutats de Trino, Morano, Borgo San Martino i Mombaruzzo, que anteriorment ja havien format part del marquesat. Només van tenir una filla:
- Elena Margherita (1459 – 1496), que es va casar amb Víctor, duc de Münsterberg.

Va tenir també dos fills il·legítims:
- Sara (1462–1503)
- Scipione (1463-1485)

Joan IV va morir a Casale el 19 de gener del 1464 i, en absència de fills mascles legítims, va deixar la successió del marquesat al seu germà Guillem. Fou sepultat al costat de la tomba del seu pare, a l'església de sant Francesc de Casale.